# Seyssuel
Seyssuel – miejscowość i gmina we Francji, w regionie Owernia-Rodan-Alpy, w departamencie Isère.
Według danych na rok 1990 gminę zamieszkiwało 1696 osób, a gęstość zaludnienia wynosiła 174 osób/km² (wśród 2880 gmin regionu Rodan-Alpy Seyssuel plasuje się na 509. miejscu pod względem liczby ludności, natomiast pod względem powierzchni na miejscu 1141.).